# Julian Eberhard
Julian Eberhard (* 9. November 1986 in Saalfelden am Steinernen Meer) ist ein ehemaliger österreichischer Biathlet. Er debütierte 2006 im Biathlon-Weltcup, lief dort 2016 zu seinem ersten Sieg und entschied in den folgenden Jahren mehrere Wettkämpfe für sich. Bei der Weltmeisterschaft 2019 in Östersund gewann er die Bronzemedaille im Massenstart. Eberhard gehörte insbesondere Mitte und Ende der 2010er-Jahre zu den schnellsten Läufern im Biathlon-Weltcup.

## Werdegang

### Anfänge und erste Jahre im Weltcup (bis 2015)
Der Saalfeldener Polizei-Spitzensportler Julian Eberhard, jüngerer Bruder von Tobias Eberhard, betreibt Biathlon seit 1996. Er gehört dem HSV Saalfelden an und trainierte dort bereits als Nachwuchsathlet bei Alfred Eder, dem späteren Cheftrainer der Biathleten im Österreichischen Skiverband (ÖSV). Im Jugend- und Juniorenbereich nahm Eberhard ab 2005 an mehreren internationalen Meisterschaften teil. Sein bestes Einzelergebnis erzielte er dabei als Siebter des 15-Kilometer-Einzelrennens bei der Junioren-WM 2006. Im Jahr darauf gewann er gemeinsam mit der Juniorenstaffel um Sven Grossegger, Andreas Zelzer und Dominik Landertinger hinter Russland die Silbermedaille bei den Europameisterschaften im bulgarischen Bansko. Viermal kam er in Rennen des Junioren-Europacups auf das Podium, gewann aber kein Rennen.
Sein Debüt im Biathlon-Weltcup gab Eberhard 2006 bei einem Sprint in Hochfilzen, in dem er 57. wurde und sich damit auch gleich für den Verfolger (54.) qualifizieren konnte. In den folgenden Jahren wurde er sowohl im Weltcup als auch im niederklassigen Europacup (ab 2008: IBU-Cup) eingesetzt. Im IBU-Cup entschied er zwischen November 2012 und Jänner 2014 vier Rennen für sich – drei Sprints und eine Verfolgung –, im Weltcup erreichte er bis 2015 in zwei Sprintrennen die Top Ten: zunächst im Februar 2011 als Zehnter in Fort Kent, knapp zwei Jahre später als Achter in Ruhpolding. Mit diesen Ergebnissen blieb er hinter den Erfolgen seiner Mannschaftskollegen Eder, Landertinger, Mesotitsch und Sumann zurück, die in den frühen 2010er Jahren den Kern des ÖSV-Biathlonteams bildeten und Weltcuprennen sowie olympische Medaillen gewannen. 2013 ging Eberhard erstmals bei Weltmeisterschaften an den Start und belegte dort den 16. Rang mit der Mixed-Staffel sowie den 66. Platz im Sprint. Bei den Olympischen Winterspielen 2014 zählte er als Reserveläufer zum sechsköpfigen Aufgebot, kam aber nicht zum Einsatz.
Eberhard präsentierte sich schon während dieser Jahre als besonders starker Läufer: Im Winter 2012/13 etwa war er in der Loipe hinter Gesamtweltcupsieger Martin Fourcade aus Frankreich und dem Norweger Lars Berger der drittschnellste Sportler im Weltcup, seine Zeiten waren knapp vier Prozent schneller als der Schnitt des Teilnehmerfeldes. Mit 70 Prozent war seine Trefferquote im Schießen hingegen die niedrigste im ÖSV-Team. Die Saison schloss Eberhard auf dem 40. Rang der Gesamtwertung ab, was in den ersten zehn Jahren nach seinem Weltcupdebüt (bis 2016) sein bestes Ergebnis in diesem Klassement war.

### Weltcupsiege und WM-Medaillen (seit 2015)

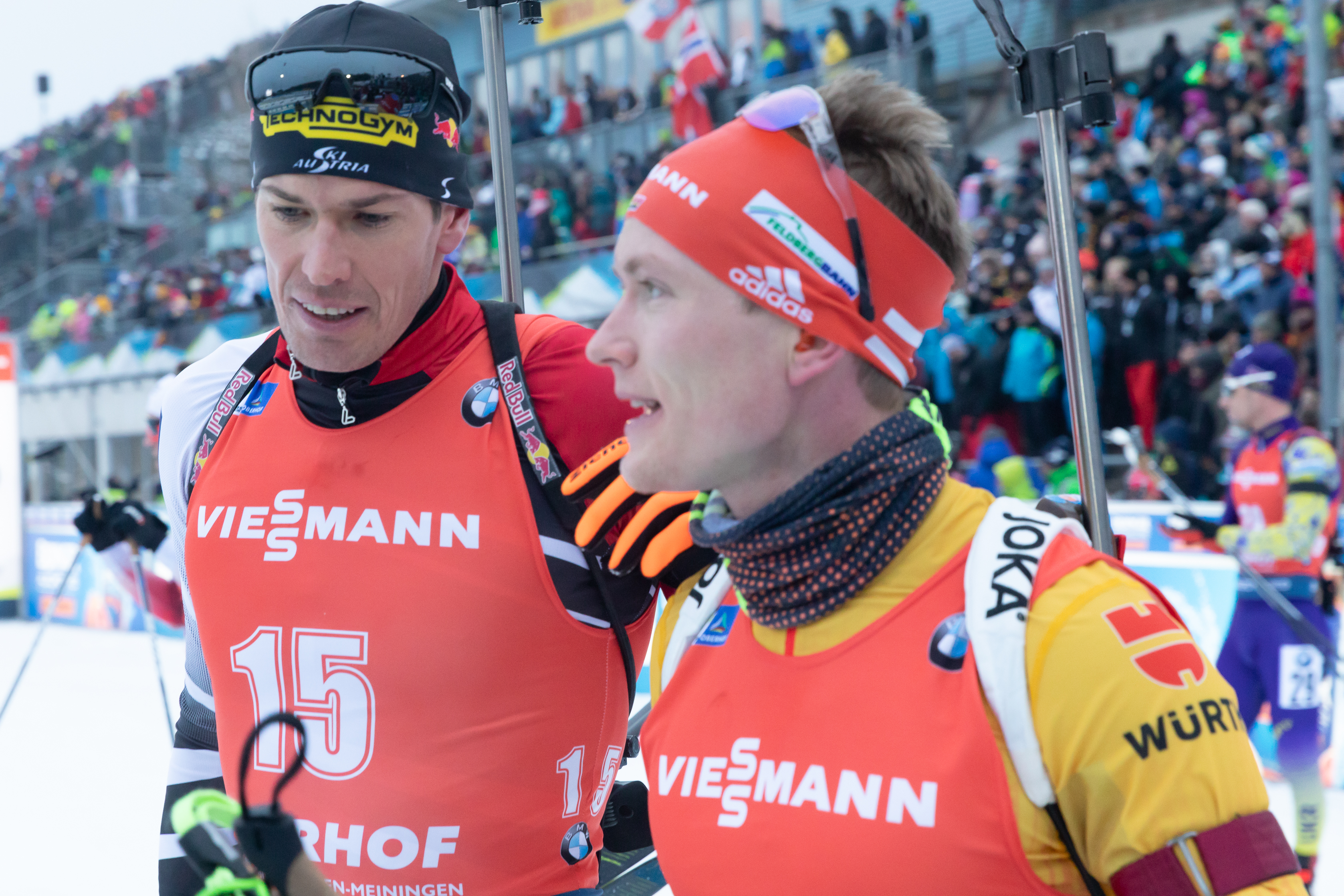
Julian Eberhard (links) zusammen mit Benedikt Doll beim Weltcup 2020 in Oberhof

In der Saison 2015/16 gewann Eberhard nach einem 7. Platz im Sprint von Hochfilzen und einem 4. Platz im Sprint von Canmore beim Saisonabschluss im russischen Chanty-Mansijsk – ebenfalls im Sprint – sein erstes Weltcuprennen. Fehlerfrei und mit der zweitschnellsten Laufzeit setzte er sich gegen die ebenfalls fehlerfreien Deutschen Simon Schempp und Arnd Peiffer durch und verdrängte seinen Teamkameraden Dominik Landertinger vom Siegerpodest. Es war Eberhards erstes Podium in einem Einzelrennen und der erste Sprintsieg eines österreichischen Biathleten seit Christoph Sumann im slowakischen Osrblie im Dezember 2001.
Als einziger österreichischer Biathlet gewann Eberhard auch in den Wintern 2016/17 und 2017/18 weitere Weltcup-Einzelwettbewerbe, zwei Sprintrennen (in Oberhof und bei der olympischen Generalprobe in Pyeongchang) sowie einen Massenstart in Kontiolahti. Im Gesamtweltcup war er 2016/17 als Sechster zum ersten Mal der Bestplatzierte aus dem ÖSV-Team. Reinhard Gösweiner, der Eberhard seit 2014 als Cheftrainer der österreichischen Mannschaft betreute, führte die „Trendwende“ bei seinem Sportler darauf zurück, dass dieser sich lange Zeit zu viele Gedanken beim Schießen gemacht habe, nun aber im Training erfolgreich „alte Systeme zerstör[t]“ und durch neue ersetzt habe. Dabei blieben Eberhards Schießleistungen im Wettkampf unbeständig. Zwar gelangen ihm insbesondere im Sprint (mit lediglich zwei statt vier Schießeinlagen) vereinzelt Rennen mit nur einem oder vollkommen ohne Fehlschuss, in anderen verfehlte er hingegen nahezu die Hälfte aller Scheiben. Seine Trefferquote erreichte damit weiterhin leicht unterdurchschnittliche Werte um 75 Prozent. In der Loipe behielt Eberhard seine Stärke bei, stellte in der Saison 2016/17 mehrere Laufbestzeiten auf und war über den gesamten Winter gesehen hinter Martin Fourcade der zweitschnellste Biathlet im Weltcup.
Ab 2016 wurde Eberhard regelmäßig bei Großereignissen – wie auch im Weltcup – in der österreichischen Staffel eingesetzt. Gemeinsam mit Daniel Mesotitsch, Simon Eder und Dominik Landertinger gewann er bei der Heim-WM 2017 in Hochfilzen Bronze und damit seine erste internationale Medaille bei einem Großereignis im Erwachsenenbereich. Bei den olympischen Biathlonwettbewerben 2018 in Pyeongchang platzierte sich Eberhard in allen vier Einzelwettkämpfen unter den besten Zwanzig. Im Sprint verpasste er dabei als Vierter – nach einer Strafrunde und einem Stockbruch – den Bronzeplatz um lediglich 0,7 Sekunden, auf den Sieger Arnd Peiffer hatte er einen Rückstand von 8,4 Sekunden. Auch mit der Staffel wurde er in Pyeongchang Vierter, an dritter Position laufend schoss er die einzigen beiden Strafrunden für das österreichische Team und fiel aus der Spitzengruppe zurück. Seine erste Einzelmedaille sicherte sich Eberhard bei den Weltmeisterschaften 2019 in Östersund, wo er im abschließenden Massenstart beim Sieg Dominik Windischs Dritter wurde.
Zu Beginn des Winters 2021/22 stürzte Eberhard beim Weltcup in Östersund und zog sich ein Schädel-Hirn-Trauma sowie Rippenprellungen zu. Wegen anhaltender gesundheitlicher Einschränkungen beendete er in der Folge die Wettkampfsaison vorzeitig und verpasste damit eine zweite Olympiateilnahme. Im April 2022 erklärte er im Alter von 35 Jahren seinen Rücktritt vom Leistungssport.

## Statistik

### Weltcupsiege
| \| Nr. \| Datum \| Ort \| Disziplin \| \| --- \| -------------- \| --------------- \| ----------- \| \| 1. \| 18. März 2016 \| Chanty-Mansijsk \| Sprint \| \| 2. \| 5. Januar 2017 \| Oberhof \| Sprint \| \| 3. \| 3. März 2017 \| Pyeongchang \| Sprint \| \| 4. \| 11. März 2018 \| Kontiolahti \| Massenstart \| |                |                 |             |
| Nr. | Datum          | Ort             | Disziplin   |
| 1. | 18. März 2016  | Chanty-Mansijsk | Sprint      |
| 2. | 5. Januar 2017 | Oberhof         | Sprint      |
| 3. | 3. März 2017   | Pyeongchang     | Sprint      |
| 4. | 11. März 2018  | Kontiolahti     | Massenstart |

### Weltcupplatzierungen
Die Tabelle zeigt alle Platzierungen (je nach Austragungsjahr einschließlich Olympische Spiele und Weltmeisterschaften).
- 1.–3. Platz: Anzahl der Podiumsplatzierungen
- Top 10: Anzahl der Platzierungen unter den ersten zehn (einschließlich Podium)
- Punkteränge: Anzahl der Platzierungen innerhalb der Punkteränge (einschließlich Podium und Top 10)
- Starts: Anzahl gelaufener Rennen in der jeweiligen Disziplin
- Staffel: inklusive Mixed- und Single-Mixed-Staffeln

| Platzierung         | Einzel | Sprint | Verfolgung | Massenstart | Staffel | Gesamt |
| ------------------- | ------ | ------ | ---------- | ----------- | ------- | ------ |
| 1. Platz            |        | 3      |            | 1           |         | 4      |
| 2. Platz            |        | 1      |            | 1           | 3       | 5      |
| 3. Platz            |        |        | 1          | 1           | 4       | 6      |
| Top 10              | 1      | 22     | 8          | 6           | 23      | 60     |
| Punkteränge         | 10     | 56     | 51         | 25          | 33      | 175    |
| Starts              | 24     | 87     | 59         | 25          | 33      | 228    |
| Stand: Karriereende |        |        |            |             |         |        |

### Biathlon-Weltmeisterschaften
Ergebnisse bei Weltmeisterschaften:
| Weltmeisterschaft | Weltmeisterschaft | Einzelwettbewerbe | Einzelwettbewerbe | Einzelwettbewerbe | Einzelwettbewerbe | Staffelwettbewerbe | Staffelwettbewerbe | Staffelwettbewerbe |
| Jahr              | Ort               | Sprint            | Verfolgung        | Einzel            | Massenstart       | Herrenstaffel      | Mixedstaffel       | S.-M.-Staffel      |
| ----------------- | ----------------- | ----------------- | ----------------- | ----------------- | ----------------- | ------------------ | ------------------ | ------------------ |
| 2013              | Nové Město        | 66.               | –                 | –                 | –                 | –                  | 16.                |                    |
| 2015              | Kontiolahti       | 44.               | 37.               | –                 | –                 | –                  | –                  |                    |
| 2016              | Oslo              | 36.               | 26.               | 58.               | –                 | 4.                 | –                  |                    |
| 2017              | Hochfilzen        | 7.                | 8.                | 14.               | 19.               | 3.                 | –                  |                    |
| 2019              | Östersund         | 16.               | 19.               | 41.               | 3.                | 8.                 | –                  | –                  |
| 2020              | Antholz           | 26.               | 14.               | DNF               | 9.                | 6.                 | –                  | –                  |
| 2021              | Pokljuka          | 67.               | –                 | 34.               | –                 | 10.                | –                  | –                  |

### Olympische Winterspiele
Ergebnisse bei Olympischen Winterspielen:
|                                             | Einzelwettbewerbe | Einzelwettbewerbe | Einzelwettbewerbe | Einzelwettbewerbe | Staffelwettbewerbe | Staffelwettbewerbe |
| Sprint                                      | Verfolgung        | Einzel            | Massenstart       | Herrenstaffel     | Mixedstaffel       |                    |
| ------------------------------------------- | ----------------- | ----------------- | ----------------- | ----------------- | ------------------ | ------------------ |
| Olympische Winterspiele 2018 \| Pyeongchang | 4.                | 15.               | 17.               | 6.                | 4.                 | 10.                |